# 邹姓
鄒姓是一個中國人的姓氏，在《百家姓》中排名第35位。

## 起源
鄒姓來源說法有幾個：
一；以國名為氏。據《說文解字》所載，春秋初期有邾婁國（为颛顼帝后裔所建），為魯國的附庸小國，在山東鄒縣，戰國時魯穆公將「邾婁」改名為「鄒」。後被楚國所滅。其後人以「鄒」為氏。
二；出自子姓。據《元和姓纂》所載，為春秋時宋愍公之後，正考父食采邑於鄒邑，其後亦有「鄒」氏。

三；出自姒姓，为越王勾践驺氏之后所改。据《史记·东越传》所载，闽越王无诸及越东海王摇，皆为越王勾践之后，姓驺，据考证，驺亦作邹。
郡望分布：河北范陽郡。

## 延伸阅读
[在维基数据编辑]
 《百家姓》
 《欽定古今圖書集成·明倫彙編·氏族典·鄒姓部》，出自陈梦雷《古今圖書集成》